# Stoic
Stoic è un film del 2009 diretto da Uwe Boll.